# Newsboys
Newsboys er en musikgruppe, dannet i Mooloolaba i Australien i 1985. Gruppes medlemmer har base i Omaha, Nebraska i dag. Ligesom Petra er gruppens medlemmer kristne.